# Coulouvray-Boisbenâtre
Coulouvray-Boisbenâtre ist eine französische Gemeinde mit 529 Einwohnern (Stand: 1. Januar 2022) im Département Manche in der Region Normandie (vor 2016: Basse-Normandie). Sie gehört zum Arrondissement Avranches und zum Kanton Villedieu-les-Poêles-Rouffigny. Die Einwohner werden Coulouvréens genannt.

## Geographie
Coulouvray-Boisbenâtre liegt etwa 21 Kilometer nordöstlich von Avranches. Umgeben wird Coulouvray-Boisbenâtre von den Nachbargemeinden Boisyvon im Norden und Nordwesten, Fontenermont im Norden, Saint-Sever-Calvados im Nordosten, Le Gast im Osten, Saint-Pois im Südosten, Saint-Laurent-de-Cuves im Süden sowie Saint-Martin-le-Bouillant im Westen.

## Bevölkerungsentwicklung
| Jahr                       | 1962 | 1968 | 1975 | 1982 | 1990 | 1999 | 2006 | 2018 |
| Einwohner                  | 922  | 829  | 729  | 674  | 593  | 537  | 562  | 549  |
| Quellen: Cassini und INSEE |      |      |      |      |      |      |      |      |

## Sehenswürdigkeiten
- Kirche Notre-Dame aus dem 12. Jahrhundert mit Umbauten aus dem 16. und 19. Jahrhundert
- Schloss La Tuillière aus dem 16. Jahrhundert

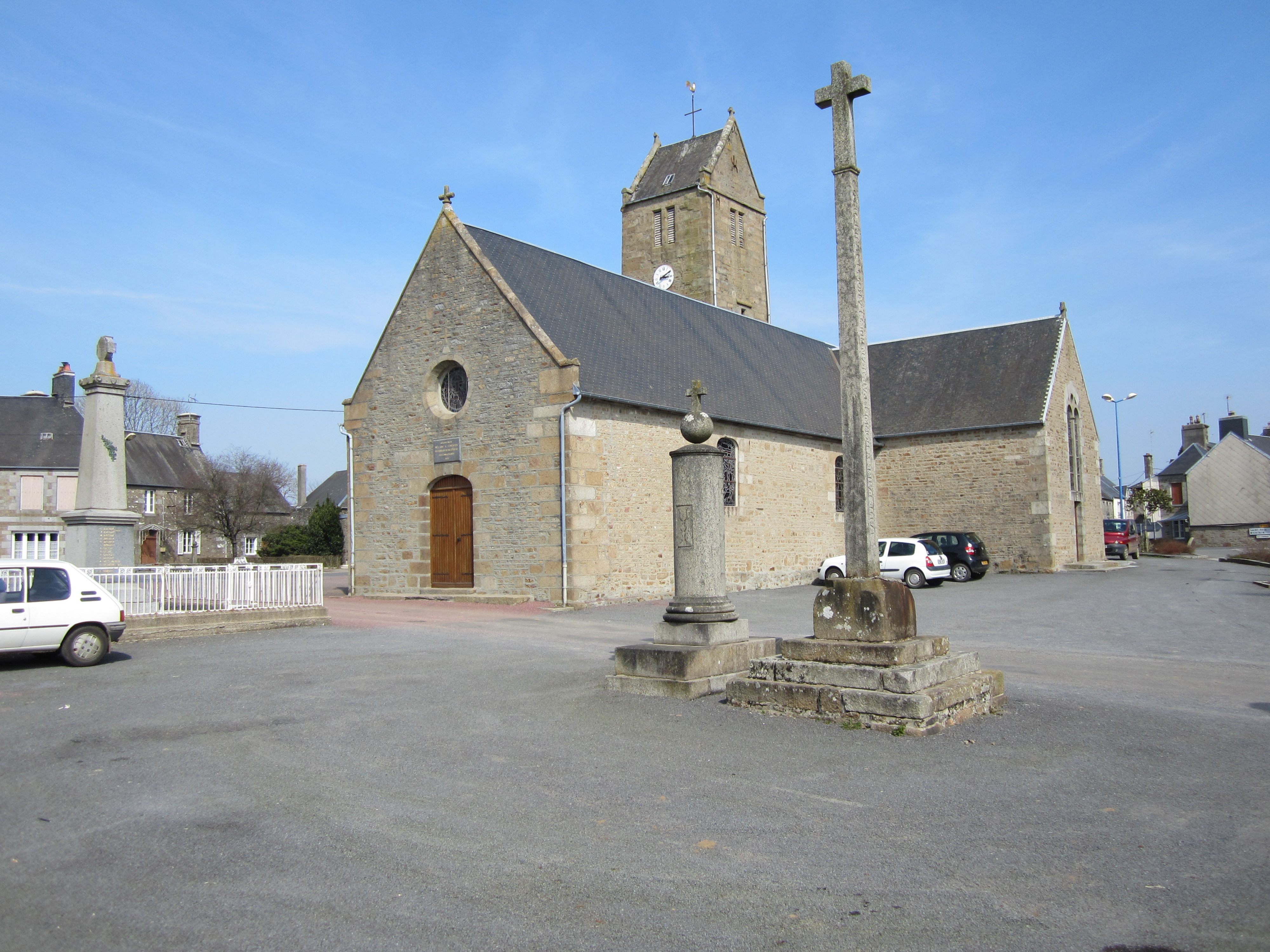
Kirche Notre-Dame

- Mühle von Boisbenâtre
- Mühle von Coulouvray